# Liste der Wappen in der Provinz Siena
Die Liste der Wappen in der Provinz Siena beinhaltet alle in der Wikipedia gelisteten Wappen der Orte in der Provinz Siena in der Region Toskana in Italien. In dieser Liste werden die Wappen mit dem Gemeindelink angezeigt. 

## Wappen der Provinz Siena

Wappen der Provinz Siena
Lage der Provinz Siena in Italien

## Wappen der Gemeinden der Provinz Siena

Abbadia San Salvatore
Asciano
Buonconvento
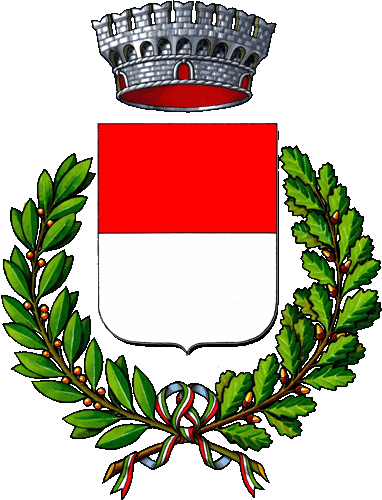
Casole d’Elsa
Castellina in Chianti
Castelnuovo Berardenga
Castiglione d’Orcia
Cetona
Chianciano Terme
Chiusdino
Chiusi
Colle di Val d’Elsa
Gaiole in Chianti
Montalcino
Montepulciano
Monteriggioni
Monteroni d’Arbia
Monticiano
Murlo
Piancastagnaio
Pienza
Poggibonsi
Radda in Chianti
Radicofani
Radicondoli
Rapolano Terme
San Casciano dei Bagni
San Gimignano
San Quirico d’Orcia
Sarteano
Siena
Sinalunga
Sovicille
Torrita di Siena
Trequanda